# قاي شوفالييه
قاي شوفالييه (بالفرنسية: Guy Chevalier) هو لاعب هوكي الحقل فرنسي، (ولد في سينس (فرنسا) في فرنسا 1910 – 1965 م).

## وصلات خارجية
- قاي شوفالييه على موقع أوليمبيديا (الإنجليزية)